# Frederik Vilhelm 1. af Slesvig-Holsten-Sønderborg-Beck
Frederik Vilhelm 1., Hertug af Slesvig-Holsten-Sønderborg-Beck (2. maj 1682 – 16. juni 1719) var den tredje hertug af Slesvig-Holsten-Sønderborg-Beck fra 1689 til 1719. 
Han var søn af hertug August af Slesvig-Holsten-Sønderborg-Beck og dermed tiptipoldebarn af kong Christian 3. af Danmark. Han gjorde karriere i den kejserlige hær, hvor han blev feltmarskal. Han blev efterfulgt som hertug af sin farbror, Frederik Ludvig.

## Biografi
Frederik Vilhelm blev født den 2. maj 1682 som andet barn og eneste søn af hertug August af Slesvig-Holsten-Sønderborg-Beck i hans ægteskab med Hedvig Louise af Lippe-Alverdissen. Huset Slesvig-Holsten-Sønderborg-Beck var en sidelinje af det oldenborgske kongehus, der nedstammede fra Christian 3. og var opkaldt efter slægtens stamsæde, riddergodset Haus Beck i Westfalen.
Hertug August døde i 1689, hvorefter Frederik Vilhelm efterfulgte ham som hertug. Frederik Vilhelm konverterede til den romersk-katolske kirke og blev feltmarskal i den kejserlige hær. Han solgte også slægtens stamsæde Haus Beck til sin fætter, Frederik Vilhelm.
Hertug Frederik Vilhelm faldt som 37-årig den 16. juni 1719 i Slaget ved Francavilla på Sicilien under Kvadrupelalliancekrigen. Eftersom han døde uden mandlige arvinger, blev han efterfulgt som hertug af sin farbror, Frederik Ludvig.

## Ægteskab og børn
Frederik Vilhelm giftede sig i 1708 i Piemonte med Marie Antonie Josefa Isnardi di Castello di Sanfre (1682–1732/62), datter af Grev Antonio Emanuele di Sanfré. Der blev født flere børn i ægteskabet, hvoraf imidlertid kun to døtre overlevede til voksenalderen:
- Maria Anna Leopoldine (2. august 1717–7. februar 1789), gift med Emanuel de Souza y Calharis (1705–1759). Ægteskabet grundlagde familien de Souza-Holstein.
- Johanna Amalie (3. december 1719–30. oktober 1774), gift med hofbygmester Emanuel Silva-Tarouca (1691-1771)

## Eksterne links
- Hans den Yngres efterkommere Arkiveret 24. oktober 2020 hos  Wayback Machine